# Не хочу быть взрослым
«Не хочу быть взрослым» — советский детский музыкальный фильм 1982 года. Премьерный показ состоялся 4 мая 1983 года.

## Сюжет
Из Петропавловска-Камчатского в Подмосковье прилетает погостить у бабушки в деревне семья: папа, мама и шестилетний Павлик. Бабушка и другие жители деревни шокированы воспитанием мальчика: он невероятно эрудирован, благодаря стараниям папы, и очень физически развит, благодаря стараниям мамы. Узнав о строгом расписании Павлика, сердобольная бабушка тут же отпускает его гулять. Мальчик, решив отдохнуть от родителей, садится в автобус и приезжает в Москву. Там на улице он знакомится со Светой — девушкой, которая становится его «опекуншей», пока не разыщутся родители, и привязывается к ней. Павлик сбегает из детской комнаты милиции, куда она его отвела, посещает телецентр «Останкино», так как услышал, что Света собирается туда на съёмки, и там случайно становится главным героем детской телепередачи. Передача идёт в прямом эфире, её видят родители Павлика, понимают, где его искать, и бросаются в столицу.
Добравшись до телецентра, родители узнаю́т, что мальчика забрала Света. Но само́й Свете срочно надо на тренировку в бассейн, поэтому она на пару часов доверяет Павлика своей подруге Марине, но хитрый мальчик сбегает от неё через окно. Подслушав разговор милиционеров, он пробирается в их служебную машину и приезжает вместе с ними в бассейн, к Свете. Там он принимает приглашение посетить вечером её день рождения. Света сообщает милиции, что Павлик у неё, стражи порядка разыскивают мечущихся по городу родителей мальчика, чтобы успокоить их, и все они встречаются на Светином дне рождения. Там при большом количестве гостей Павлик заявляет, что хочет быть обычным мальчиком, не эрудитом и не спортсменом, что «не хочет быть взрослым».

## В ролях
- Кирилл Головко-Серский — Павлик Орлов
- Наталья Варлей — Екатерина Орлова, мать Павлика, зубной врач-хирург
- Евгений Стеблов — Дмитрий Константинович Орлов, отец Павлика
- Евгения Мельникова — Варвара Петровна, бабушка Павлика
- Елена Валюшкина — Света, девушка, заботящаяся о Павлике
- Владимир Зайцев — Андрей Никитин, младший лейтенант, сотрудник детской комнаты милиции
- Людмила Чулюкина — Галя, жена Юрия Юрьевича
- Владимир Дудин — Юрий Юрьевич, водитель «Жигулей»
- Янина Лисовская — Марина, подруга Светы
- Павел Винник — Василий Сергеевич, майор, начальник детской комнаты милиции
- Александра Данилова — тётя Валя, деревенская соседка с заболевшим зубом
- Игорь Ясулович — режиссёр
- Нина Агапова — ассистент режиссёра
- Михаил Бочаров — дядя Миша, водитель автобуса
- Зоя Василькова — прохожая с собачкой
- Валентина Ушакова — бабушка из квартиры, где якобы живёт Павлик
- Виктор Филиппов — прохожий «с избыточным весом»
- Денис Алексеев — Артёмка
- Сергей Балабанов — студент стройотряда, у которого берёт интервью А. Масляков

### В роли самих себя
- Евгений Евстигнеев — волнующийся актёр
- Юрий Никулин — клоун на телепредставлении
- Анатолий Калмыков — клоун, партнёр Юрия Никулина
- Александр Масляков — ведущий на телевидении, делающий сюжет о стройотряде

### В эпизодах
- Владимир Колчин, Василий Куприянов, Михаил Метёлкин, Элла Некрасова, Тамара Совчи, Татьяна Филатова, Валентина Хмара, Клавдия Хабарова.

## Награды
- 1983 — Юрий Чулюкин — Приз «Золотой павлин» Международного кинофестиваля детских и юношеских фильмов в Калькутте (Индия)
- 1983 — Кирилл Головко-Серский — Приз «Серебряный слон» Международного кинофестиваля детских и юношеских фильмов в Калькутте (Индия)
- 1983 — Юрий Чулюкин — Специальный приз юных зрителей Международного кинофестиваля детских и юношеских фильмов в Томаре (Португалия)
- 1984 — Евгения Мельникова — Государственная премия РСФСР имени Н. К. Крупской
- 1984 — Евгений Стеблов — Государственная премия РСФСР имени Н. К. Крупской
- 1984 — Юрий Чулюкин — Государственная премия РСФСР имени Н. К. Крупской